# プラッピー

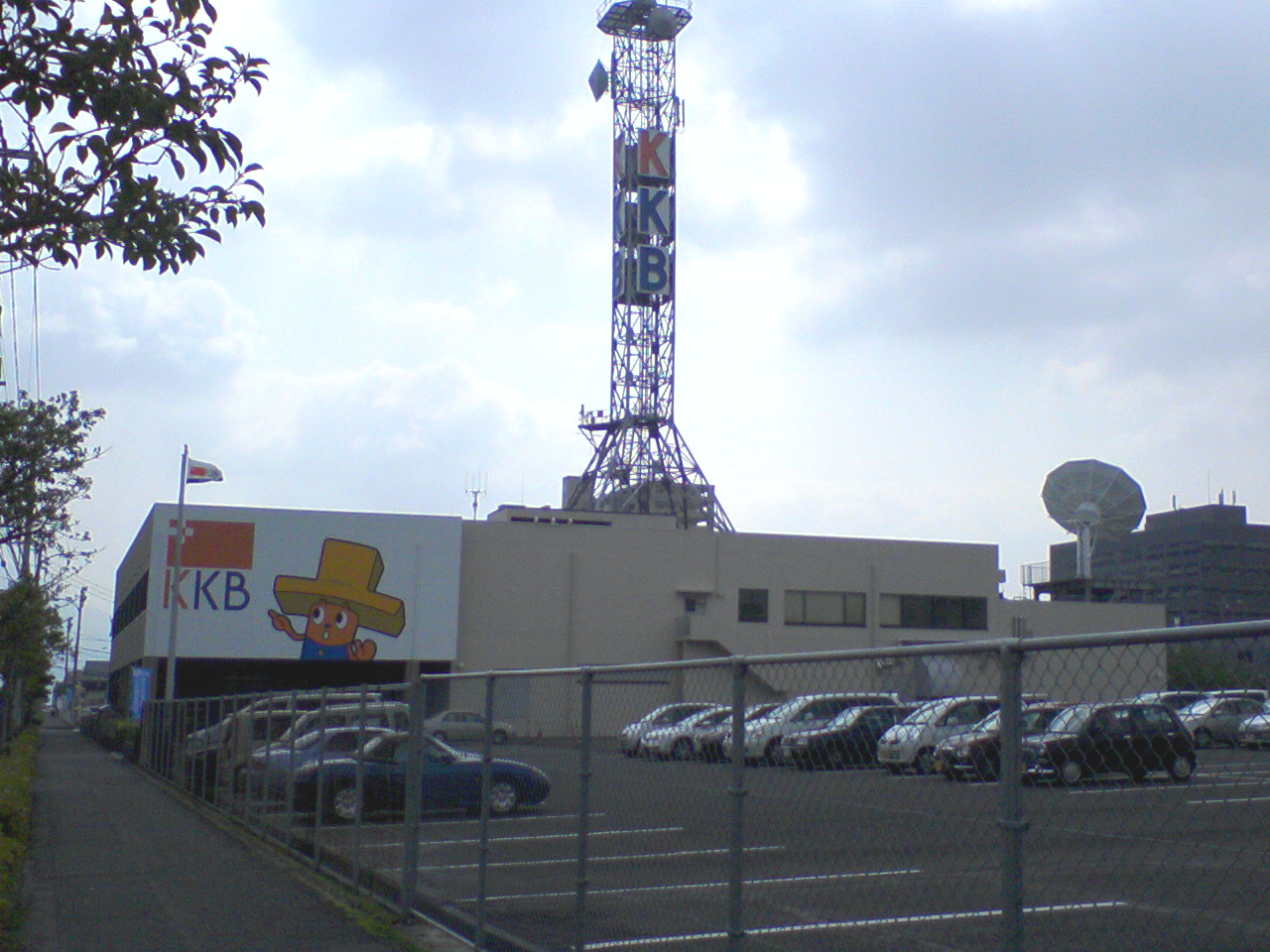
鹿児島放送社屋に描かれたプラッピー

プラッピー（10月1日 - ）は、鹿児島放送 (KKB) のマスコットキャラクター。

## 概要
2007年3月に登場。デザインは同じ系列局の九州朝日放送のかつてのマスコット「きょろぱく」を手がけたサヌイ久敬が担当。当初は名称未定であり一般公募の結果、同年3月24日の南日本新聞・朝日新聞（鹿児島県版）各朝刊及びKKBのイベント「KKBこども博」で「プラッピー」と公表された。名前の由来はKKBのキャッチフレーズである"+KKB"（プラスケーケービー）の「プラス」と「ハッピー」から採られたものを組み合わせた。
誕生日は10月1日（KKBの開局日と同じ）。"+"に似た形をしたオレンジ色の帽子を被っており、性格は気ままでひょうひょうとしておりプラス思考だという。ただし、その見た目からか周りからは「何を考えているか分からない」と言われている。好きなことは旅と音楽とテレビ、食べ物はサツマイモ。

## プラッピーが登場する主な場面
登場当初はテレビコマーシャルで登場するのみ。その後鹿児島放送社屋に描かれるようになった。2007年5月29日からはKKBの公式サイト上に「プラッピーの部屋」のページが公開されており、ブログ「プラッピーブログ。」（当初のタイトルは「プラッピーのハッピーブログ」）が2007年8月29日に開始した。また、着ぐるみも用意されており、名称公表時（KKBこども博）をはじめ2007年の小学生クラス対抗30人31脚鹿児島大会の表彰式などに登場している。
- 番組宣伝 - 2007年9月現在では25周年仕様でロゴマークとして登場。
- CMのCMキャンペーン - 2007年8月。劇中に登場するテレビ内に同局限定バージョンで登場。
- KKBスーパーJチャンネル - （2007年7月 - 2008年12月）16時53分のローカルヘッドライン紹介時にロゴマークとして登場していた。
- やじうまプラス - 天気ループの最初に登場。（現行のグッド!モーニングには登場していない。）
- チャンネルロゴ表示 - 2009年4月より
- 口コミTVマミーズクラブ - 番組内
- たま5ちゃん - オープニングCGに登場

## 鹿児島県内の他テレビ局のキャラクター
- NHK鹿児島放送局 - 西郷ななみちゃん
- 南日本放送 (MBC)  - なし
- 鹿児島テレビ放送 (KTS)  - ぽよ
- 鹿児島讀賣テレビ (KYT)  - 山本さん